# Mindan
La Mindan, ou Union des résidents coréens du Japon (Zainihon-daikanminkoku-mindan, 在日本大韓民国民団) est l'organisation des Coréens vivant au Japon regroupant les kankokujin, les Coréens d’origine proches politiquement de la Corée du Sud, alors que la Chongryon réunit les Coréens d’origine proches politiquement de la Corée du Nord.
La Mindan a été créée en 1946 à Tokyo. Elle rassemble aujourd'hui 65 % des 610 000 Coréens du Japon, lesquels constituent la plus forte minorité de l'archipel et une des principales composantes de la diaspora coréenne.
Alors que la Mindan et la Chongryon ont entretenu des relations longtemps conflictuelles, elles ont signé, le 17 mai 2006, une déclaration commune qui s'inscrit dans le prolongement du rapprochement Nord-Sud opéré depuis juin 2000. À l'occasion de cette rencontre qui s'est tenue au siège de la Chongryon, les représentants des deux organisations "ont signé un communiqué commun de 6 points. Ils se sont engagés à faire la paix désormais et à conjuguer leurs efforts pour unir la communauté coréenne au Japon. Ils ont aussi décidé de participer ensemble à deux manifestations qui auront lieu prochainement en Corée du Sud : l’une marquant l’anniversaire du sommet intercoréen de juin 2000, l’autre célébrant la libération de la Corée du joug japonais en août prochain. C’est la première fois que les deux associations rivales engagent un tel dialogue de paix depuis la fin de la guerre de Corée en 1953. 
La signature de la déclaration commune du 17 mai 2006 a été facilité par l'accession de Ha Byeong-ok à la présidence de la Mindan en février 2006. Toutefois, ce rapprochement a été de courte durée après les vives critiques de la base de la Mindan et la pression du gouvernement japonais.

## Lien
- Site du bureau de la Mindan à Séoul